# Kaczi-Kalon

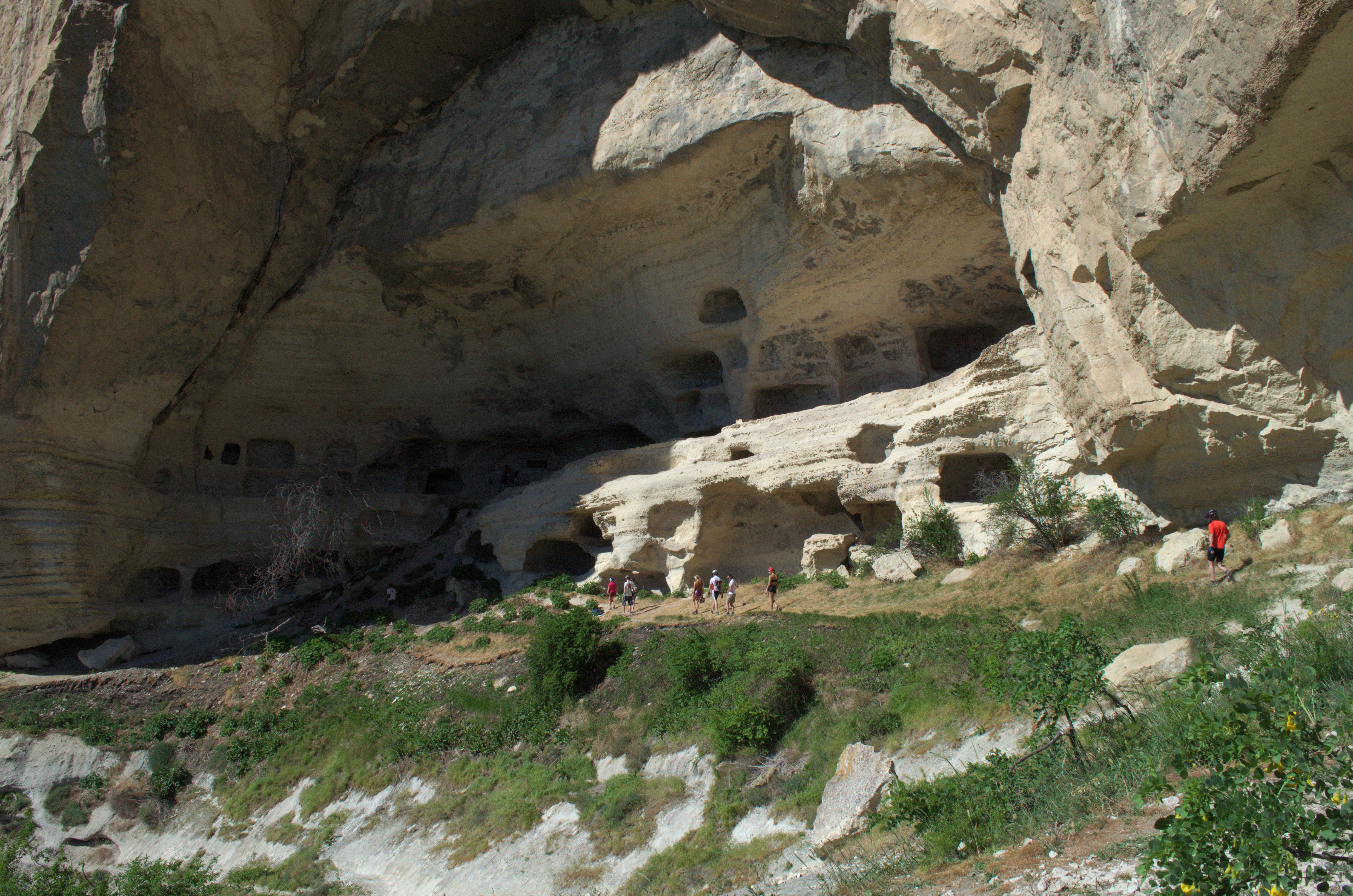
Kaczi-Kalon

Kaczi-Kalon Качи-кальон – średniowieczne skalne miasto zbudowane przez ludność grecką w zachodniej części Krymu na Ukrainie, leżące 8 km na południe od Bakczysaraju, koło wsi Basztanowka. 
Nazwa oznacza Krzyżowy Okręt. Kompleks znajduje się na stoku góry Fycki, wyraźnie poniżej partii szczytowej. Skoncentrowany jest wokół pięciu wielkich, półotwartych naturalnych jaskiń, zaś groty wykute są zarówno w ścianach tych jaskiń, jak i między jaskiniami. Pomimo dużych rozmiarów (25 ha, 118 wykutych grot) stanowisko to jest bardzo słabo rozpoznane archeologicznie, toteż daty powstania i poszczególnych faz rozwoju nie są pewne, podobnie jak charakter osady. Przypuszcza się, że w XI w n.e. lub trochę później powstał tu mur zabezpieczający istniejącą osadę rolniczą (nie obejmującą jednak całego dzisiejszego kompleksu). Z pism z XVI w. wiadomo, że istniał tu wówczas klasztor prawosławny, choć nie wiadomo na jakim obszarze i czy współwystępował z osadą rolniczą. Przypuszcza się, że klasztor ten powstał gdzieś pomiędzy XIII a XV w. Klasztor ów działał do 1778, później był reaktywowany w 1851 pod wezwaniem św. Anastazji i funkcjonował do kasacji przez władze komunistyczne w 1921. 
Charakterystyczna dla Kaczi-Kalon jest duża liczba (ponad 120 sztuk) struktur zwanych po rosyjsku tarapanami (kamiennych koryt, pras, w których miażdżono winogrona w celu uzyskania soku do fermentacji przy produkcji wina), w których można było przetwarzać 250 ton winogron jednocześnie. Sugeruje to, że produkcja wina była istotną gałęzią tutejszej gospodarki. Wiek tych tarapanów nie jest pewny. Generalnie tego typu nagromadzenia wiąże się z okresem VIII-IX w n.e., ale Mogariczew kwestionuje wiarygodność takich datowań i sugeruje, że karapany mogły być znacznie młodsze (XV w). W całym kompleksie zachowało się pięć cerkwi i jedna kaplica. Większość z nich była wykuta w skale tylko częściowo, a reszta budowli wychodziła na zewnątrz skały i była murowana albo drewniana. Wśród tych cerkwi jest późnośredniowieczna cerkiew pw. św. Zofii o owalnym kształcie i rozmiarach 5,3x2,4 m oraz wysokości 2,15 m. Zachowały się greckie napisy z XVI-XVII w., nisze na ikony i szereg innych elementów. Po reaktywacji w XIX w. lekko przebudowana. Przy cerkwi zachowane resztki cmentarza z nagrobkami kamiennymi. Po kolejnej cerkwi pw. św. Anastazji zachowała się tylko absyda. Dwa obszary o powierzchni 1,5 ha i 0,2 ha były otoczone kamiennym murem, choć nie jest pewny ani jego wiek, ani funkcja (obronny?, cmentarny?). 